# 努瓦当勒费鲁
努瓦当勒费鲁（法語：Noidans-le-Ferroux，法語發音：[nwadɑ̃ lə fɛʁu]）是法国上索恩省的一个市镇，属于沃苏勒区。

## 地理
努瓦当勒费鲁（47°34'12"N, 5°57'17"E）面积13.99 平方千米，位于法国勃艮第-弗朗什-孔泰大區上索恩省，该省份为法国东部内陆省份，北起顺时针与孚日省、贝尔福地区省、杜省、汝拉省、科多尔省和上马恩省接壤。
与努瓦当勒费鲁接壤的市镇（或旧市镇、城区）包括：维勒费鲁、讷韦勒莱拉沙里泰、拉罗迈讷、拉兹、苏万-屈布里-沙朗特奈。

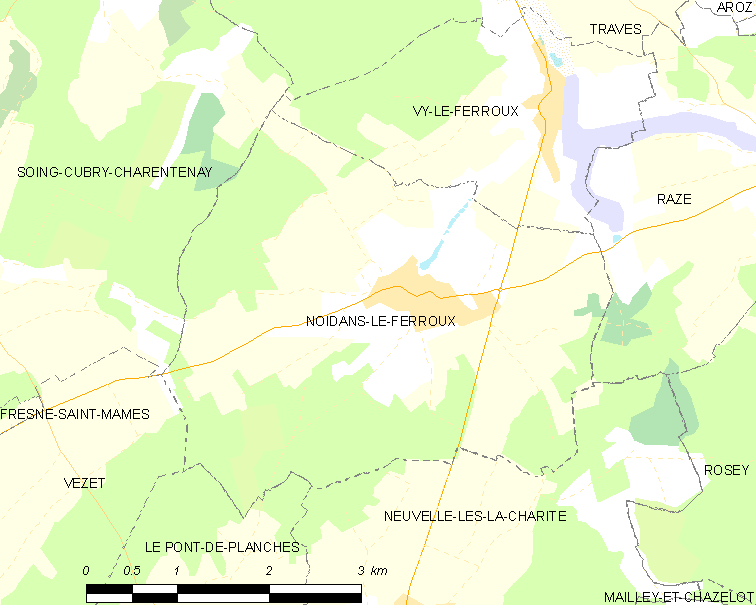
努瓦当勒费鲁的OSM定位图

努瓦当勒费鲁的时区为UTC+01:00、UTC+02:00（夏令时）。

## 行政
努瓦当勒费鲁的邮政编码为70130，INSEE市镇编码为70387。

## 政治
努瓦当勒费鲁所属的省级选区为索恩河畔塞和圣阿尔班县。

## 人口

1962-2008年间努瓦当勒费鲁人口变化图示

努瓦当勒费鲁于2022年1月1日时的人口数量为640人。